# Бакар
Ба́кар (хорв. Bakar) — портовый город в Хорватии, в Приморско-Горанской жупании. Город находится на побережье Адриатического моря, в глубине Бакарской бухты, выходящей в залив Кварнер.

## Общие сведения

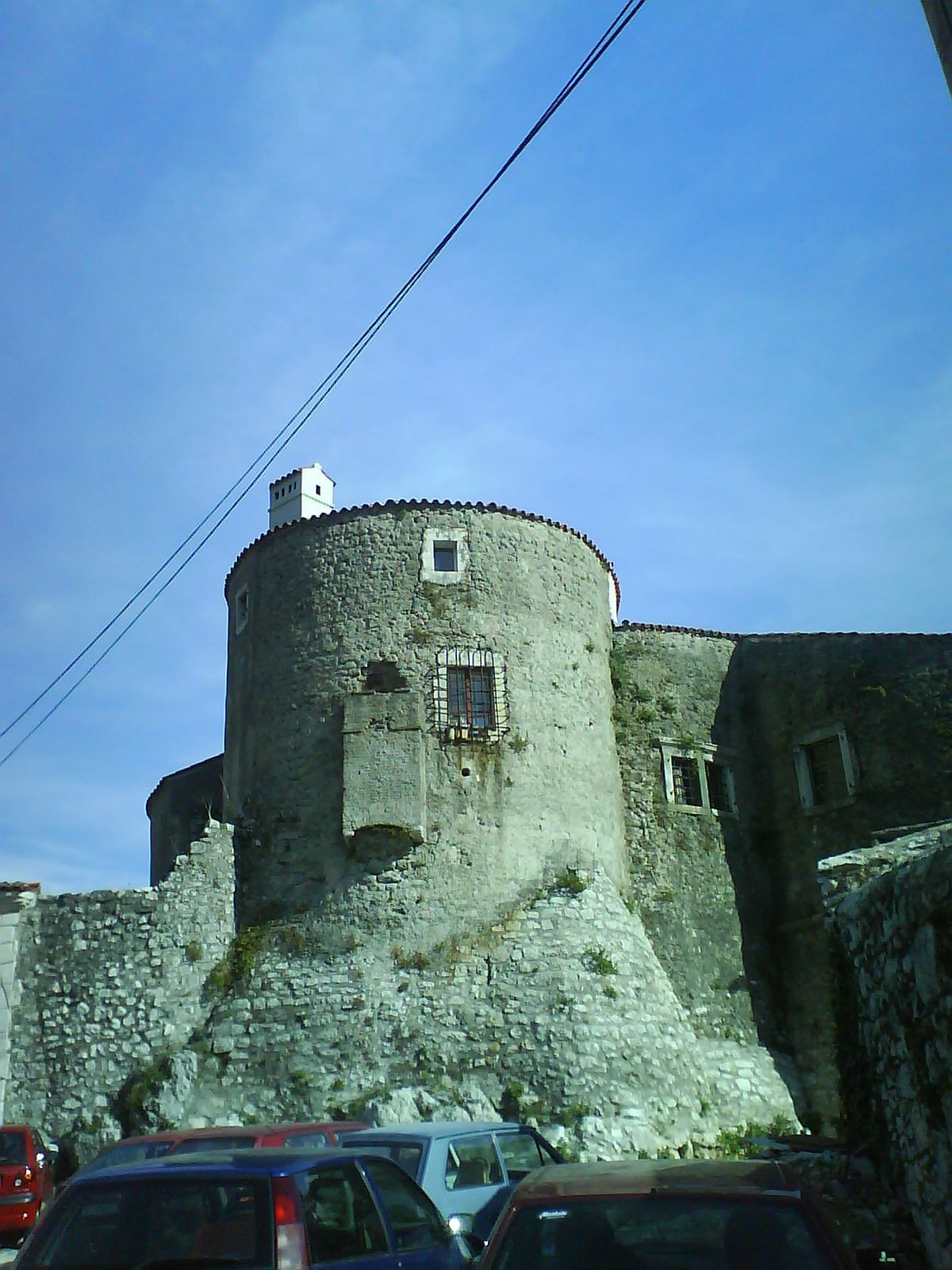
Замок

Бакар расположен в 20 км к юго-востоку от Риеки. Население города — 1566 человек (2001 год), в то время как население всей общины Бакар — 7773 человека. 90 % населения Бакара — хорваты. Слово Bakar в хорватском языке означает «медь».
Бакар — портово-промышленный город. Наряду с морским портом здесь существовал индустриальный комбинат, включавший в себя коксовую фабрику, сильно загрязнявшую окружающую среду. В 1995 году фабрика была закрыта и с тех пор состояние окружающей среды вокруг Бакара существенно улучшилось. В последние годы в Бакаре интенсивно развивается туризм. По состоянию на 2011 год в Бакаре заканчивается автомагистраль A7.

## История
В древности на месте Бакара существовало кельтское поселение, известное как Vel-Kir (Каменный залив). В римский период здесь также располагался город, который назывался Вольцера (Volcera). В 1288 году после прихода на Адриатику славян город получил своё нынешнее имя, в Средневековье он принадлежал епархии Винодолски, впоследствии принадлежал богатым феодальным семьям Франкопанов и Зринских. В XVI веке в Бакаре был построен укреплённый замок. На стыке XVII и XVIII веков Бакар вошёл в состав Австрийской империи, после чего получил права города и герб. Во второй половине XIX века здесь были построены большой порт и корабельная верфь, возведена церковь св. Андрея. В тот же период в Бакаре открыто морское училище.

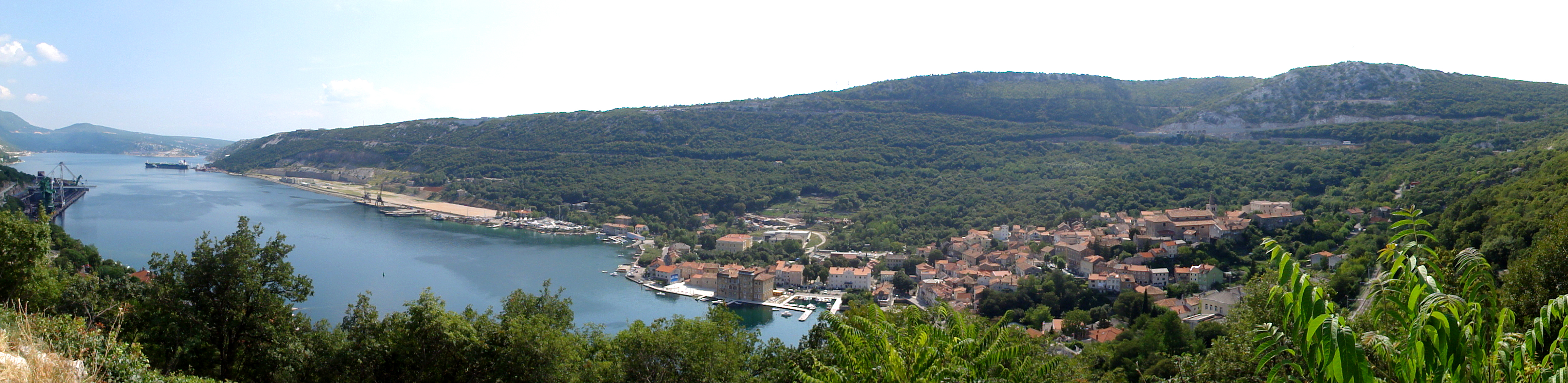
Панорама Бакара и Бакарского залива

После первой мировой войны Бакар в составе Королевства сербов, хорватов и словенцев, позднее Королевства Югославия. После распада Югославии в 1991 г. город стал частью независимой Хорватии.

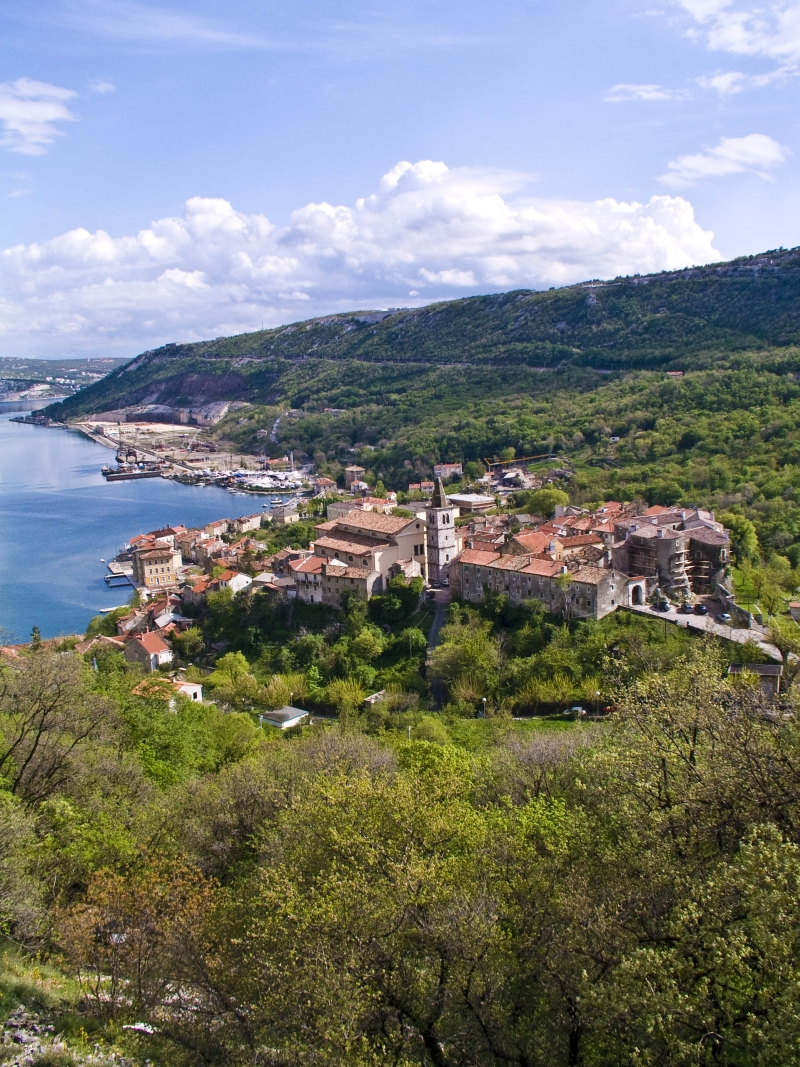
Вид на Бакар

## Достопримечательности
- Церковь св. апостола Андрея. Первая церковь на этом месте была построена в XII веке и полностью разрушена землетрясением 1323 года. В 1853 году возведена новая церковь в стиле позднего барокко.
- Замок. Построен в XVI веке по приказу императора Фердинанда I для защиты от турецких нападений.
- Турецкий дом. Здание, построенное предположительно в XIV веке в оттоманском стиле.